# Santiago Viera
Santiago Nicolás Viera Moreira (ur. 4 czerwca 1998 w Montevideo) – urugwajski piłkarz występujący na pozycji defensywnego lub prawego pomocnika lub prawego obrońcy, od 2025 roku zawodnik brazylijskiego Amazonas.
Jego bracia Diego Viera i Gustavo Viera również są piłkarzami.